# Nibea maculata
Nibea maculata és una espècie de peix de la família dels esciènids i de l'ordre dels perciformes.

## Morfologia
- Els mascles poden assolir 30 cm de longitud total.[4][5]

## Hàbitat
És un peix marí, de clima tropical i demersal.

## Distribució geogràfica
Es troba a l'oceà Índic: l'Índia i Sri Lanka.

## Ús comercial
És venut fresc i en salaó als mercats.

## Observacions
És inofensiu per als humans.